# Црнаја (Цазин)
Црнаја је насељено место у Босни и Херцеговини у граду Цазину. Административно припада Федерацији Босне и Херцеговине, односно њеном Унско-санском кантону. Према попису становништва из 2013. у насељу је било 376 становника, а већинску популацију чинили су Бошњаци.

## Становништво
По последњем службеном попису становништва из 2013. године у овом насељу живело је 376 становника, а село је било етнички хомогено са већинском бошњачком популацијом.
| Националност | 2013. | 1991.        | 1981.        | 1971.        |
| Бошњаци      | —     | 357 (91,77%) | 318 (87,60%) | 175 (69,17%) |
| Хрвати       | —     | 1 (0,26%)    | 3 (0,83%)    | 0            |
| Срби         | —     | 28 (7,20%)   | 42 (11,57%)  | 78 (30,83%)  |
| Југословени  | —     | 3 (0,77%)    | 0            | 0            |
| Укупно       | 376   | 389          | 363          | 253          |